# Monteleone di Spoleto
Monteleone di Spoleto (conegut com a Brufa a l'època romana) és un poble i comune (municipi) italià, a la província de Perusa, al sud-est de la regió d'Úmbria, a 978 metres sobre el nivell del mar. És un dels pobles més remots d'Úmbria, en un camí de muntanya des de Norcia i Cascia (33 km i 12 km NNE respectivament) a Leonessa i Rieti al Laci (10 km S i 51 km SSW).
La població del municipi era de 589 habitants l'1 de gener de 2018.
Les frazioni de Monteleone són Butino, Rescia, Ruscio i Trivio.
Monteleone és famós per una de les grans troballes arqueològiques del món: un carro etrusc del segle VI aC, que a principis del segle XX ja havia acabat al Museu Metropolità a Nova York. Una còpia del carro es mostra a Monteleone. Queden, però, pocs o cap vestigi dels dies romans de la ciutat: destruïts i reconstruïts pels spoletans al segle xii, actualment ofereix un aspecte essencialment medieval.
El monument principal és l'església de San Francesco del segle xiv, amb un claustre que ara serveix com a museu lapidari, una porta gòtica i un fresc de Crist crucificat amb les vestidures d'un bisbe, amb una barra de pa sota un peu i un calze de vi sota l'altre. Sota el claustre es pot veure una segona església, que inclou un fresc del segle xiv. Altres monuments inclouen altres esglésies medievals, el Palazzo Bernabò del segle xv i vestigis de les muralles medievals de la ciutat, incloent-hi una torre de rellotge.